# The Beast (film 1916)
The Beast è un film muto del 1916 sceneggiato e diretto da Richard Stanton.

## Produzione
Il film fu prodotto dalla Fox Film Corporation.

## Distribuzione
Distribuito dalla Fox Film Corporation, il film uscì nelle sale cinematografiche statunitensi il 24 luglio 1916. In Danimarca, dove venne distribuito il 21 aprile 1919, il titolo fu tradotto in Fra Cowboy til Millionær; in Finlandia - uscito il 19 gennaio 1920 - diventò Villin lännen rakkautta.